# The Weeping Song
The Weeping Song è un singolo del gruppo musicale australiano Nick Cave and the Bad Seeds. Già edito come brano dell'album The Good Son (17 aprile 1990) e poi commercializzato come singolo in The Weeping Song/Cocks 'n' Asses (17 settembre 1990).

## Autori
musica e testi scritti da Nick Cave
formazione musicale:
- Nick Cave – voce, pianoforte, organo, armonica a bocca
- Mick Harvey – voce, chitarra, basso, vibrafono, percussioni
- Blixa Bargeld – voce, chitarra
- Kid Congo Powers – chitarra
- Thomas Wydler – batteria, percussioni